# 奧雷斯蒂夫
50°32′22″N 26°10′56″E / 50.53944°N 26.18222°E
奧雷斯蒂夫（羅馬化：Orestiv）是烏克蘭西部里夫內州里夫內區茲多爾布尼夫市鎮的村莊。該村面積8.15平方公里，海拔高度211米，2001年人口485，人口密度每平方公里59.5人。